# Agathomyia thoracica
Agathomyia thoracica är en tvåvingeart som beskrevs av Oldenberg 1913. Agathomyia thoracica ingår i släktet Agathomyia och familjen svampflugor.
Artens utbredningsområde är Taiwan. Inga underarter finns listade i Catalogue of Life.